# Gregor Taxacher
Gregor Taxacher (* 1963 in Köln) ist ein deutscher römisch-katholischer Theologe, Geschichtsphilosoph, Journalist und Autor.

## Leben und Werk
Gregor Taxacher studierte von 1983 bis 1990 Theologie an den Universitäten Würzburg, Tübingen und Bonn. Von 1987 bis 1989 machte er Pflegedienst in Düsseldorf. Nach einem Graduiertenstipendium des Cusanuswerks wurde er 1994 an der Universität Bonn zum Dr. theol. promoviert. Dann war er Referent an der Thomas-Morus-Akademie Bensberg. Von 2003 bis 2009 war er freiberuflicher Journalist und Autor, von 2009 bis 2017 Redakteur beim Westdeutschen Rundfunk. Seit 2017 ist er Wissenschaftlicher Mitarbeiter am Institut für Katholische Theologie der Technischen Universität Dortmund. Im Oktober 2020 habilitierte er sich im Fach Systematische Theologie/Dogmatik.

## Werke
- Trinität und Sprache. Dogmatische Erkenntnislehre als Theologie der Sprache. Eine systematische Befragung Karl Barths. Echter, Würzburg 1994 (Dissertation).
- Nicht endende Endzeit. Nach Auschwitz Gott in der Geschichte denken. Gütersloher Verlagshaus, Gütersloh 1998. 127 S.
- (Hrsg.) Interkulturelle Kompetenz und Migration. Beiträge aus dem Bensberger Kolloquium zur Migrantinnenforschung. Bergisch Gladbach 2006.
- Christus bis ans Ende der Welt. Die Mission des Paulus. Bergisch Gladbach 2009. 89 S.
- Apokalyptische Vernunft. Das biblische Geschichtsdenken und seine Konsequenzen. Wissenschaftliche Buchgesellschaft, Darmstadt 2010. 254 S.
  - Rezension durch Rainer Feldbacher
- Apokalypse ist jetzt. Vom Schweigen der Theologie im Angesicht der Endzeit. Gütersloher Verlagshaus, Gütersloh 2012. 224 S. 
  - Rezension durch Peter Zürn
  - Rezension durch Reinhard Hempelmann
  - Rezension durch Martin H. Thiele
- Bruchlinien. Wie wir geworden sind, was wir sind: Eine theologische Dialektik der Geschichte. Gütersloher Verlagshaus, Gütersloh 2015. 618 S.
- mit Simone Horstmann und Thomas Ruster: Alles was atmet. Eine Theologie der Tiere. Pustet, Regensburg 2018. 384 S.